# Euaugaptilus matsuei
Euaugaptilus matsuei is een eenoogkreeftjessoort uit de familie van de Augaptilidae. De wetenschappelijke naam van de soort is voor het eerst geldig gepubliceerd in 1967 door Tanaka & Omori.